# Sinan Akdağ
Sinan Akdağ (* 5. November 1989 in Rosenheim) ist ein deutscher Eishockeyspieler türkischer Herkunft, der zuletzt bis zum Ende der Saison 2024/25 bei der Düsseldorfer EG aus der Deutschen Eishockey Liga (DEL) unter Vertrag gestanden und dort auf der Position des Verteidigers gespielt hat. Zuvor war Akdağ bereits sieben Jahre für die Krefeld Pinguine sowie neun Spielzeiten für die Adler Mannheim, mit denen er in den Jahren 2015 und 2019 die Deutscher Meisterschaft gewann, in der DEL aktiv.

## Karriere

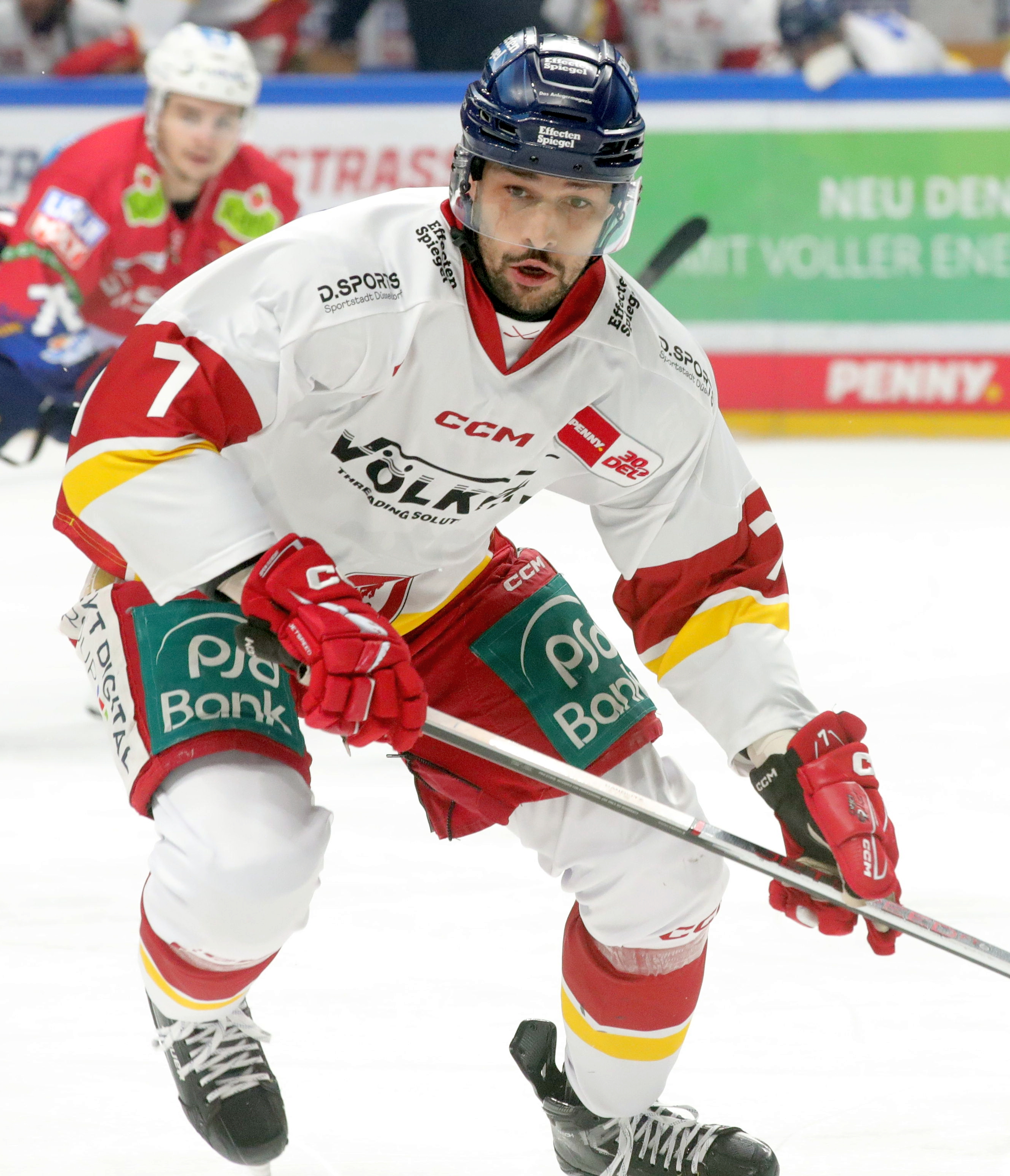
Akdağ im Trikot der Düsseldorfer EG (2023)

In der Saison 2004/05 stand der 1,89 m große Verteidiger erstmals im DNL-Team der Starbulls Rosenheim und erzielte acht Scorerpunkte in 34 Spielen. In der folgenden Spielzeit zählte Akdağ mit zwei Toren und 16 Punkten zu den besten Abwehrspielern der Liga und wurde in die Oberliga-Mannschaft berufen, für die er in der regulären Saison zehn Partien bestritt und zweimal in der Meisterrunde eingesetzt wurde.
Zur Saison 2007/08 erhielt der Verteidiger einen Vertrag mit Förderlizenz bei den Krefeld Pinguinen und spielte überwiegend für den Oberligisten EC Bad Nauheim. Ab der Saison 2008/09 bekam Akdağ regelmäßig Eiszeit bei den Pinguinen, war jedoch weiterhin mit einer Förderlizenz für den EV Landshut ausgestattet. Sein Vertrag lief zunächst bis 2012, wurde aber vorzeitig um zwei Jahre verlängert. 2014 wurde er von den Adler Mannheim verpflichtet.
In der Saison 2014/15 erreichte er mit den Adlern den ersten Tabellenplatz nach der regulären Saison und gewann in den anschließenden Playoffs die Deutsche Meisterschaft. In der Saison 2015/16 wurde er als DEL-Verteidiger des Jahres ausgezeichnet. Nachdem im Jahr 2019 der abermalige Meisterschaftsgewinn gelungen war, verblieb er noch vier weitere Spielzeiten bei den Mannheimern. Nach der Saison 2022/23 verließ Akdağ den Klub nach insgesamt neun Spielzeiten im Zuge eines großen Umbruchs im Kader und wechselte zur Düsseldorfer EG. Am Ende der Spielzeit 2024/25 stieg er mit der DEG in die DEL2 ab.

### International
Im Dezember 2011 gab Akdağ sein Debüt in der Nationalmannschaft. Seinen größten Erfolg im Nationalteam feierte er mit dem Gewinn der Silbermedaille bei den Olympischen Winterspielen 2018 in Pyeongchang. Dafür wurde er am 7. Juni 2018 mit dem Silbernen Lorbeerblatt ausgezeichnet.

## Erfolge und Auszeichnungen
- 2015 Deutscher Meister mit den Adler Mannheim
- 2016 DEL-Verteidiger des Jahres
- 2019 Deutscher Meister mit den Adler Mannheim

### International
- 2018 Silbermedaille bei den Olympischen Winterspielen

## Karrierestatistik

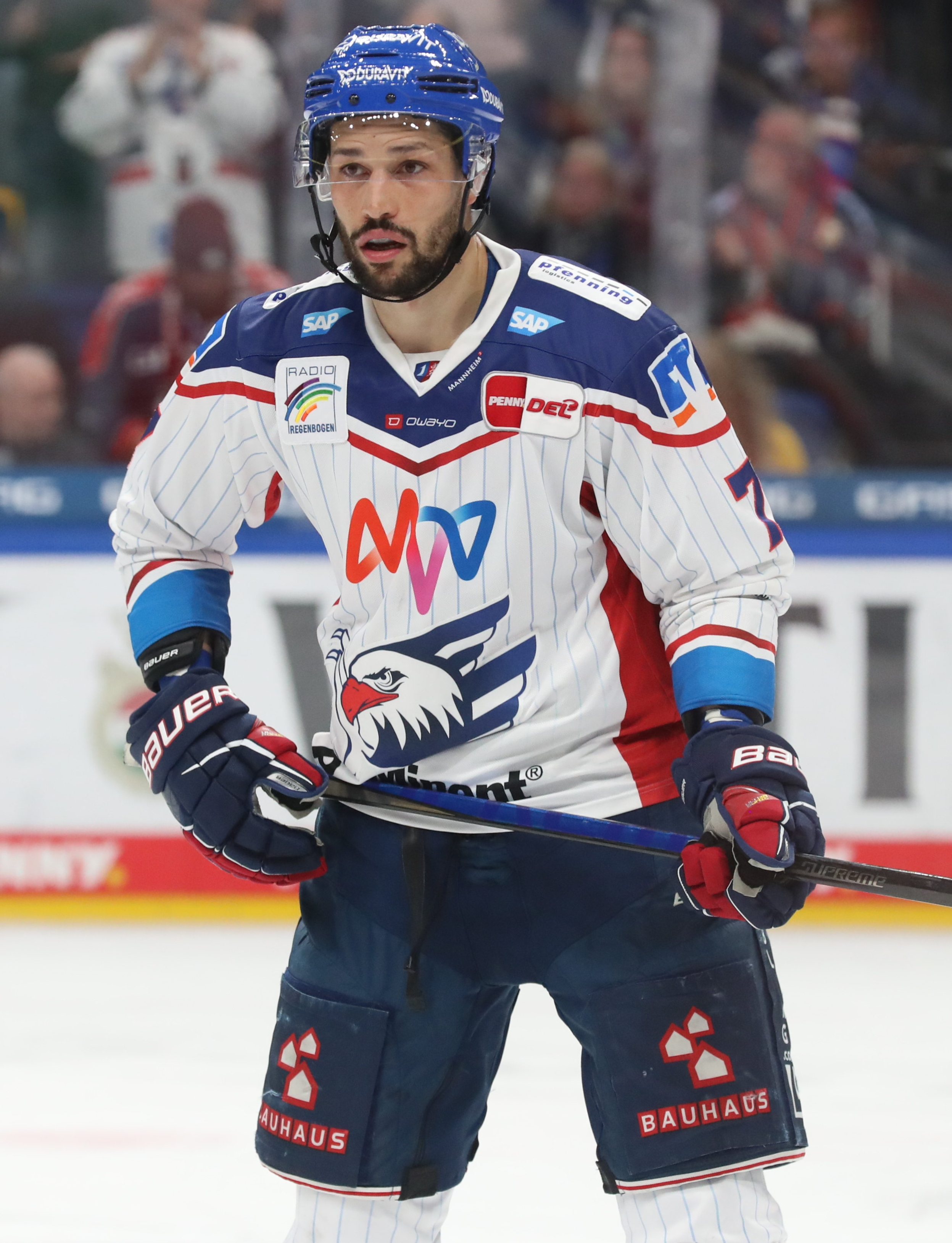
Akdağ als Spieler der Adler Mannheim (2022)

Stand: Ende der Saison 2024/25

### International
Vertrat Deutschland bei:
| - World U-17 Hockey Challenge 2006 - U18-Junioren-Weltmeisterschaft 2007 - U20-Junioren-Weltmeisterschaft 2009 - Weltmeisterschaft 2012 | - Weltmeisterschaft 2014 - Weltmeisterschaft 2016 - Qualifikationsturnier für die Olympischen Winterspiele 2018 - Olympischen Winterspielen 2018 |

(Legende zur Spielerstatistik: Sp oder GP = absolvierte Spiele; T oder G = erzielte Tore; V oder A = erzielte Assists; Pkt oder Pts = erzielte Scorerpunkte; SM oder PIM = erhaltene Strafminuten; +/− = Plus/Minus-Bilanz; PP = erzielte Überzahltore; SH = erzielte Unterzahltore; GW = erzielte Siegtore; 1 Play-downs/Relegation; Kursiv: Statistik nicht vollständig)